# Susan Krumins
Susan Krumins (nacida Susan Kuijken, Nimega, 8 de julio de 1986) es una deportista neerlandesa que compite en atletismo, especialista en las carreras de fondo.
Ganó dos medallas en el Campeonato Europeo de Atletismo, plata en 2018 y bronce en 2014.
Participó en dos Juegos Olímpicos de Verano, en los años 2016 y 2020, ocupando el octavo lugar en Río de Janeiro 2016, en la prueba de 5000 m.

## Palmarés internacional
| Campeonato Europeo | Campeonato Europeo | Campeonato Europeo | Campeonato Europeo |
| Año                | Lugar              | Medalla            | Prueba             |
| ------------------ | ------------------ | ------------------ | ------------------ |
| 2014               | Zúrich (Suiza)     | Medalla de bronce  | 5000 m             |
| 2018               | Berlín (Alemania)  | Medalla de plata   | 10 000 m           |